# Synchlora undulosa
Synchlora undulosa är en fjärilsart som beskrevs av William James Kaye 1901. Synchlora undulosa ingår i släktet Synchlora och familjen mätare. Inga underarter finns listade i Catalogue of Life.